# Semi-pélagianisme

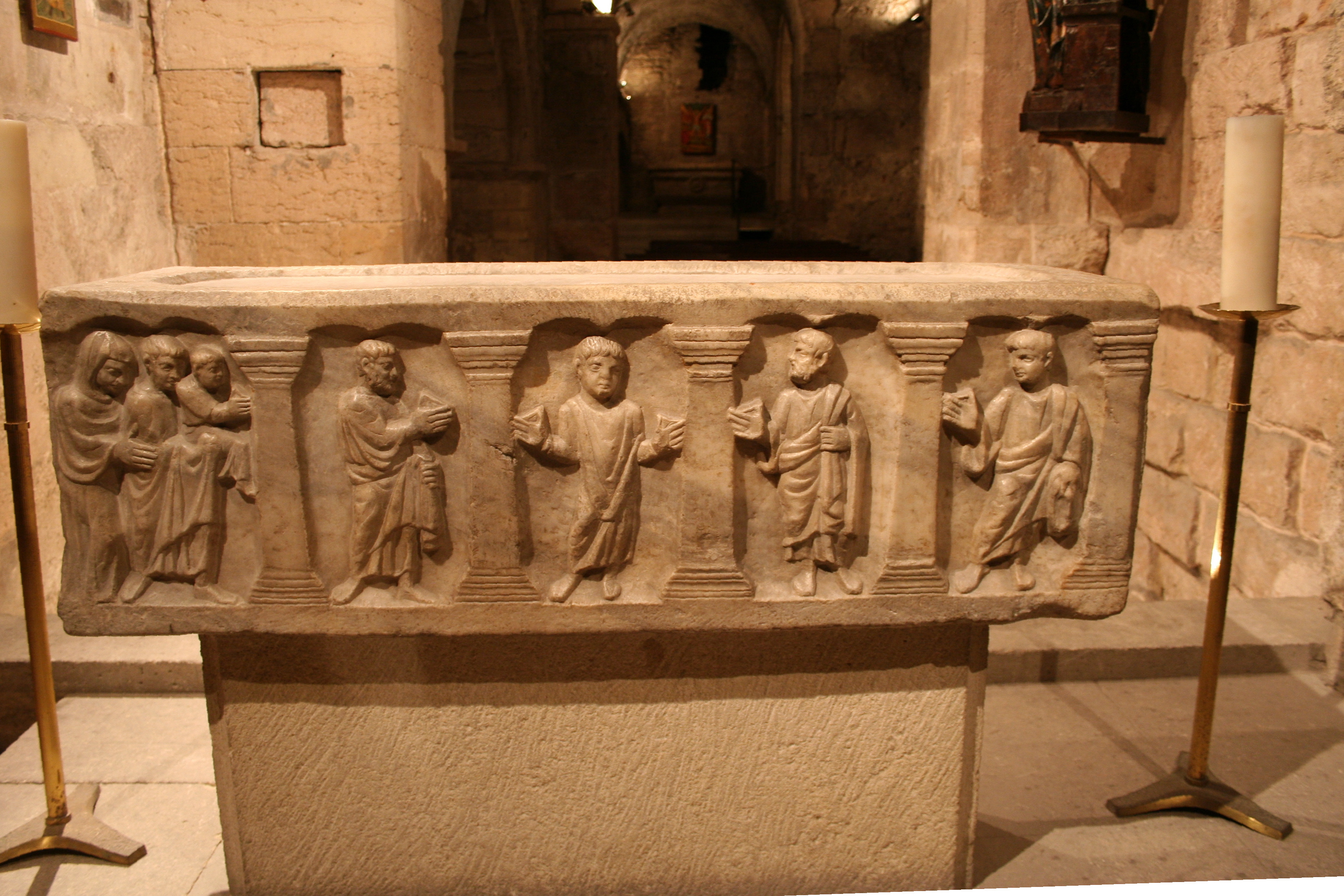
Sarcophage dit de Jean Cassien à l'abbaye Saint-Victor de Marseille.

Le semi-pélagianisme est le nom donné par certains milieux du catholicisme et du protestantisme à une doctrine théologique chrétienne développée dans le sud de la Gaule au Ve siècle par Jean Cassien, Vincent de Lérins et Salvien de Marseille, puis professée et approfondie par Fauste de Riez. Cette doctrine tente de préciser les rôles respectifs de Dieu et de l'homme, de la grâce de Dieu et du libre arbitre de l'homme.
Cette dénomination suppose la doctrine inspirée par les enseignements de Pélage. En fait, la pensée semi-pélagienne s'oppose au pélagianisme (dans lequel l'homme est considéré comme l'acteur de son propre salut), qui avait été rejeté comme hérésie dès 418. Le semi-pélagianisme, dans sa forme originale, peut apparaître comme un compromis entre le  pélagianisme et l'augustinisme, pour qui le salut est un don entièrement gratuit de Dieu. Cependant, une distinction y est faite entre le début de la foi qui est un acte de libre arbitre et la progression de la foi qui est œuvre divine.
Bien que condamnée lors du deuxième concile d'Orange en 529, la doctrine des moines provençaux est considérée aujourd'hui comme tout à fait acceptable par bon nombre de théologiens catholiques qui font d'ailleurs remarquer qu'elle est conforme à celle de l'Église orthodoxe. L'Orthodoxie vénère en effet les saints Jean Cassien, Vincent de Lérins et Fauste de Riez, comme des Pères de l'Église authentiques.
Cette antique querelle a retrouvé une certaine actualité depuis que le pape François a fait de la lutte contre le pélagianisme un axe fort de son pontificat.

## Théologie pélagienne et semi-pélagianisme

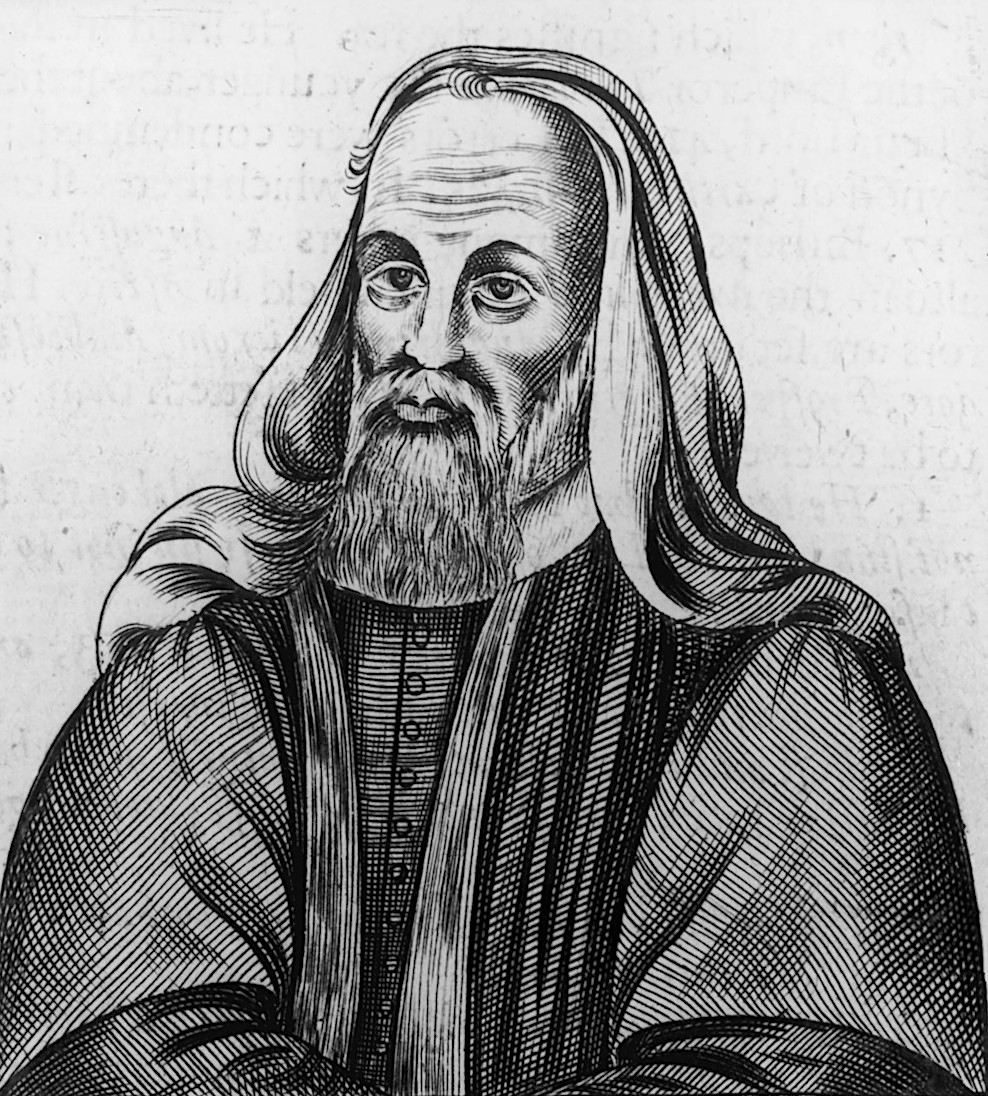
Pélage.

Le pélagianisme enseignait que l'homme avait la capacité de chercher Dieu en et hors de lui-même sans intervention de l'Esprit-Saint et par conséquent, que le salut était un effet des efforts de l'homme. La doctrine tirait son nom de son auteur principal Pélage (v. 350 - v. 420), moine breton qui l'avait développée. Elle s'opposait en particulier aux écrits de saint Augustin sur la grâce. Déclarée comme hérésie par le pape Zosime en 418 car niant l'existence du péché originel, elle enseignait que l'homme était en lui-même et par nature, capable de choisir le bien.
Dans le semi-pélagianisme, l'homme ne disposait pas d'une telle capacité, mais lui et Dieu pouvaient coopérer, dans une certaine mesure, dans cet effort de salut. Tout homme pouvait, sans aide de la grâce, faire le premier pas vers Dieu qui, ensuite, pouvait accroître et conserver la foi, achevant le travail de rédemption.
« Tu rapportes en effet que certains évêques des Gaules acquiescent certes au fait que tous les autres biens proviennent de la grâce de Dieu, mais qu'ils entendent que la foi par laquelle nous croyons au Christ relève de la nature et non pas de la grâce ; et elle serait restée pour les hommes depuis Adam au pouvoir du libre arbitre, et même maintenant, elle ne serait pas conférée à chacun par la libéralité de la miséricorde divine. »
Cet enseignement se distinguait de la doctrine traditionnelle patristique dans laquelle le processus de la grâce était défini comme le résultat de la coopération entre Dieu et l'homme du début à la fin.
« La juste foi dans le Christ et le commencement de toute volonté bonne sont inspirés, selon la vérité catholique, aux sens de chacun par la grâce prévenante de Dieu. »
Cette doctrine vise à un compromis entre deux extrêmes, le pélagianisme et le prédestinationisme absolu — par opposition au prédestinationisme au sens de préconnaissance de Dieu, qui cependant laisse libre. Le semi-pélagianisme fut condamné au deuxième Concile d'Orange en 529, après des controverses qui s'étendirent sur plus d'une centaine d'années. Le concile qui se prononçait ainsi contre tous ceux qui donnaient un rôle plus important au libre arbitre, condamna simultanément la théorie de la double prédestination.
Le terme semi-pélagianisme fut d'abord utilisé dans les milieux savants pour désigner l'hérésie provençale. Dès le VIe siècle jusqu'au XVIe siècle, elle avait été désignée comme un « reliquat pélagien » (reliquiœ Pelagianorum), dénomination primitivement utilisée par Augustin (Ép. CCXXV, 7, PL. XXXIII, 1006). Il a été créé entre 1590 et 1600 à propos du théologien Molina et de sa doctrine sur la grâce. Ses adversaires l'accusèrent d'être très proche de l'hérésie des moines provençaux. Après cette assimilation, le terme de semi-pélagianisme a désigné la doctrine humaniste élaborée par les moines des abbayes de Saint-Victor et de Lérins.

## Début et fin du semi-pélagianisme en Provence (418-529)

### Les prémices
En 360, dans l'île de Bretagne, naissait Pélage qui, devenu moine, nia la nécessité de la grâce pour être sauvé. Il est contemporain de Saint Augustin.
Au début du Ve siècle, en 412, sous la présidence du métropolite Aurèle, un concile est réuni à Carthage. Il condamne les donatistes et un canon désavoue les pélagiens que honnit Saint Augustin, évêque d’Hippone. Pélage est à ce moment-là à Jérusalem au côté de saint Jérôme. Quatre ans plus tard, un second concile a lieu à Carthage  pour condamner de nouveau les thèses de Pélage.

### Jean Cassien à Marseille

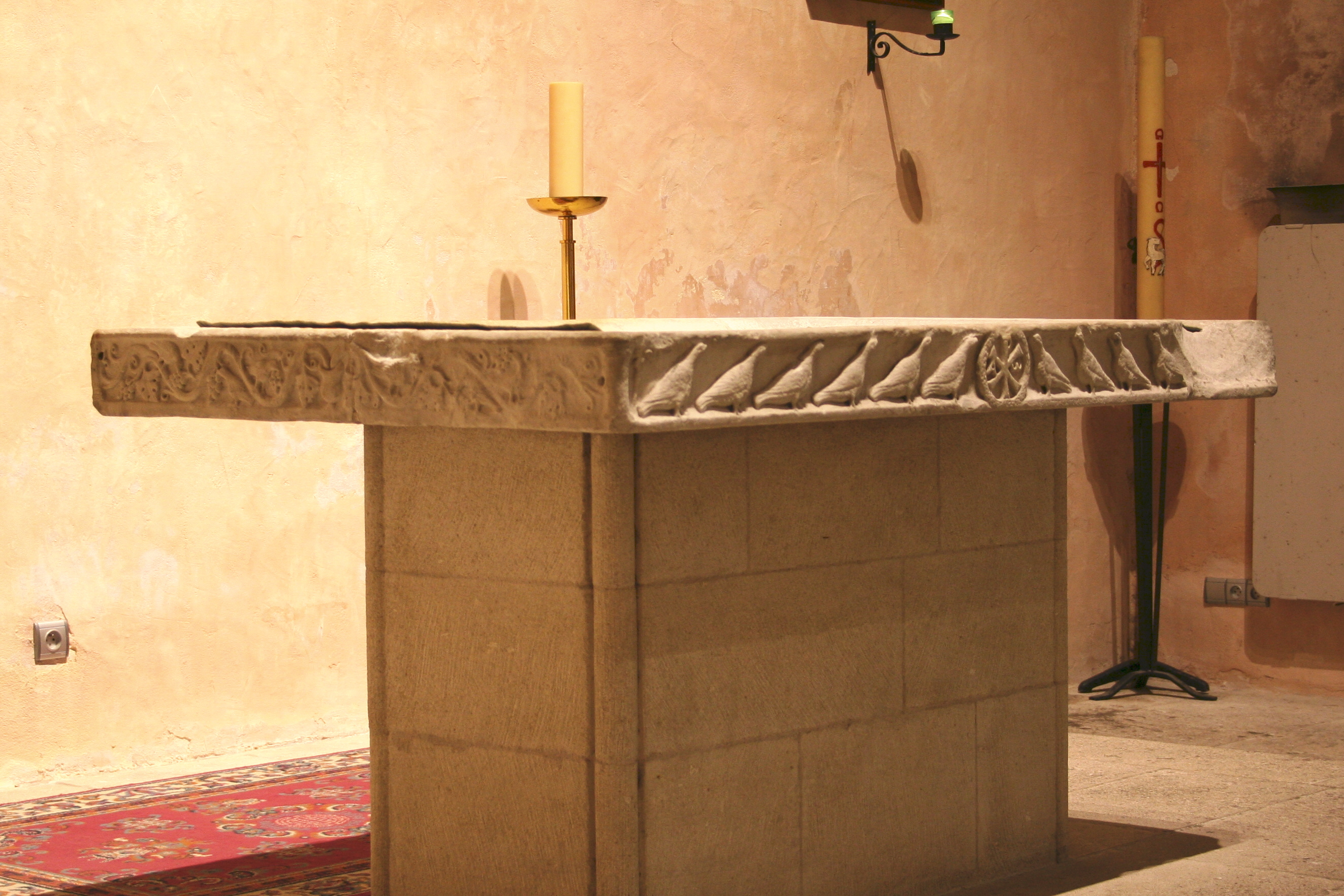
Table d'autel de Saint-Victor, un des rares vestiges datant de la création de l'abbaye.

Deux ans plus tard, en 415, Jean Cassien, l’ami de saint Jean Chrysostome, arriva à Marseille où il fut accueilli par l’évêque Proculus. Formé au monachisme oriental, il fonda l'abbaye Saint-Victor et un monastère de femmes. La bibliothèque abbatiale, tout comme celle de Lérins, avec plus de trois cents volumes, proposait, outre les écrits des Pères de l'Église, les meilleurs auteurs grecs et latins. Un an plus tard, pour fuir les Goths, saint Eucherius (Eucher) et son fils Veranus (saint Véran) se retirent à l'abbaye de Lérins, afin d'entrer dans la « communauté des Marseillais ». Tandis qu’Eucher hésite entre Pélage et saint Augustin, toujours en 416, saint Paulin de Nole écrit son « Chant de la Providence », véritable poème d’espoir d’un évêque pélagien confronté à l’invasion barbare.
En 417, décède le pape Innocent Ier qui avait condamné les pélagiens. Saint Augustin, après avoir convoqué deux Conciles en Afrique, et ensuite envoyé les décisions de ces Conciles au pape afin qu'il donne son approbation et puisse contribuer à mettre fin à cette hérésie (le cœur du parti pélagien se trouvant à Rome et sous la juridiction directe du Pape), se réjouit de l'accord d'Innocent, et écrivit en s'adressant fictivement aux Pélagiens : “Vestra vero apud competens iudicium communium episcoporum modo causa finita est" (Contre Julien, Livre III, I, 5). Or Zosime, qui lui succéda, était proche de Patroclus, l’évêque pélagien d’Arles. L’Église entra en ébullition. Deux ans auparavant, Paul Orose, disciple de l’évêque d’Hippone, avait rédigé son Liber apologeticus de arbitrii libertate contre Pélage. Mais en 418, à la demande du métropolite d’Arles, Zosime donna son absolution au moine breton. À l'instigation d’Augustin, les pélagiens furent de nouveau condamnés par un troisième concile tenu à Carthage en 418.
Les canons de ce concile declarèrent que la grâce était absolument nécessaire pour faire le bien. Augustin avait d'ailleurs à contrer en Afrique ceux qui suggéraient que la foi trouvait ses racines dans la libre volonté de l’être humain. Ce fut une thèse défendue, en 420, par un dénommé Vitalis et un point de vue entièrement semi-pélagien. L’évêque d’Hippone le fit rapidement changer de doctrine.
Un deuxième conflit éclata dans le monastère d'Hadrumète, en 424. Un moine du nom de Florus, ami de Saint Augustin, défendit une thèse identique à laquelle le monastère adhéra. Informé par deux jeunes novices, Cresconius et Felix, l'évêque envoya au monastère, en 426 ou en 427, son ouvrage De gratia et libero arbitrio, dans lequel il soutenait que la grâce divine (gratia irresistibilis), ne portait pas atteinte à la liberté humaine. Le monastère rentra dans le rang.

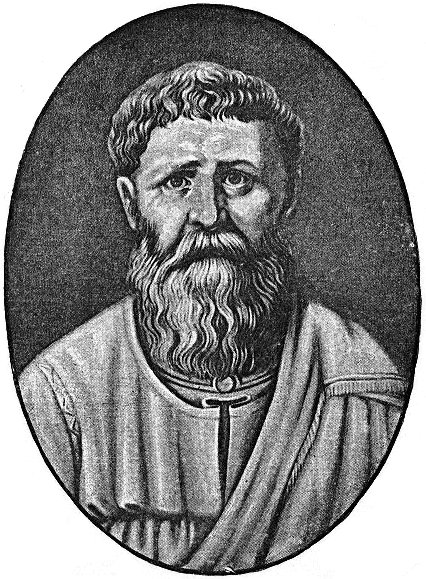
S. Augustin, évêque d'Hippone, vue d'artiste (1885)

Les moines de Saint-Victor et de Lérins, informés des positions de saint Augustin, les étudièrent avec moins d’indulgence que ceux d'Hadrumete et repoussèrent les thèses augustiniennes. Convaincu que l’enseignement de saint Augustin concernant la nécessité et le don gracieux de la grâce n’était pas orthodoxe, Cassien avait déjà exposé ses idées dans ses « Conférences ». Il ne faisait que reprendre la pensée de saint Jean Chrysostome, qui avait enseigné que la volonté de l'homme le porte à plus d’initiative que ce qu'expliquait l'évêque dans ses écrits. Pour lui et ses disciples, dont Hilaire, évêque d’Arles depuis 430, ces gloses venues d'Afrique étaient erronées et en contradiction  avec la doctrine traditionnelle .
De plus, les abbayes de Lérins et de Saint-Victor, foyers de culture classique et d’humanisme, jouaient leur rôle de formation pastorale. En 420, Proculus, évêque de Marseille, fait construire la première église, connue sous le nom de la « Major » (ecclesia major). Avec elle, l’Église de Marseille affichait sa puissance, sa richesse et son originalité, mais affirmait surtout sa primauté dans le cadre de la défense doctrinale de l'humanisme semi-pélagien. Un an plus tard, Jean Cassien publia ses « Institutions cénobitiques », qu’il dédia à son ami Castor, l’évêque d’Apt, qui lui avait demandé cette composition.
En Palestine, le moine Pélage décède en 422, à l’âge de 62 ans. Son enseignement, sous les critiques de saint Jérôme, s'était affiné. Il expliquait que le péché originel n’entachait pas l’humanité et que l'homme pouvait parvenir seul à éviter de fauter. En niant la grâce, il dévaluait les sacrements, ainsi que le rôle dévolu aux bienheureux censés en être les intermédiaires (charismata). Cette même année voit, à Lérins, le départ de saint Eucher, qui se fait ermite dans le Luberon, et de son fils Véran qui se retire dans la vallée du Loup. Mais son cadet Salonius entre en religion dans cette abbaye, où il a comme maîtres les moines Salvien et saint Vincent de Lérins.

### Saint-Victor et Lérins, foyers de semi-pélagianisme
Cinq ans plus tard, à Lérins, Maximus succède comme abbé à Honorat qui monte sur le siège métropolitain d’Arles. Le nouvel abbé fait adopter la seconde « Règle des quatre Pères ». Leontius, l’évêque de Fréjus, facilite cette nouvelle orientation. Cette année-là, Prosper d’Aquitaine et un certain Hilarius, quittent Bordeaux pour s’installer à Marseille.

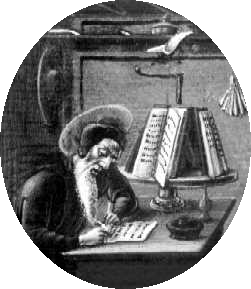
Jean Cassien.

Enthousiasmés par cette nouvelle vie monastique, ils écrivent par deux fois à Augustin lui dressant un tableau de la théologie développée par l'abbé de Marseille. Cassien faisait la distinction entre le début de la foi (Initium fidei) et l'augmentation de la foi (Augmentum fidei). La première trouvait ses racines dans la volonté libre, tandis que son augmentation dépendait  uniquement de Dieu. Il expliquait aussi que le don de la grâce doit être maintenu contre Pélage dans la mesure où tout mérite strictement naturel est exclu, ce qui, toutefois, n'empêche pas une certaine demande de grâce. Enfin, en ce qui concernait  la persévérance, elle ne devait pas être considérée comme un don de la grâce, puisque l’homme peut de sa propre force persévérer jusqu'à la fin. Ces trois propositions contiennent toute l'essence du semi-pélagianisme.
L'évêque adressa (428 ou 429) à Prosper et Hilarius deux de ses œuvres De prædestinatione sanctorum et De perseverantiæ don. En réfutant leurs errements, il ajoutait que, lui-même avait été pris dans une « semblable erreur » et que seule la première épitre de  Paul aux Corinthiens lui avait ouvert les yeux.
Ces écrits communiqués aux moines cassianites restèrent sans effets. Offensé par leur obstination, Prosper se lança dans une polémique publique. Après une lettre à Rufin sur la grâce et le libre-arbitre, il écrivit son Epigrammata en obtrectatorem Augustini dirigé contre Cassien lui-même.
Dès lors, ce théologien laïc va polémiquer avec Jean Cassien et ses partisans. Ce fut en 427, qu'à Narbonne, décéda l’évêque Bonosus auquel succéda son fils Rustique de Narbonne. Ce moine cassianite, ordonné prêtre à Marseille, se réclamait de la doctrine de  Cassien. À Marseille, un an plus tard, après la mort de l’évêque Proculus, le prêtre Venerius, ami de l’évêque Rusticus de Narbonne, lui succéda.
Ce foisonnement du semi-pélagianisme inquiéta les partisans de la grâce. En 429, à la demande de Célestin Ier, pontife romain, l’évêque Germain l’Auxerrois arrive dans l’île de Bretagne pour y extirper l’hérésie de Pélage. Comme le flambeau du pélagianisme avait été repris par Julien d'Eclane, l’évêque d’Hippone prépara son traité « Contre Julien ». L'ensemble de ses écrits fondent l’augustinisme.
Augustin décéda le 29 août 430, tandis que les Vandales assiégeaient Hippone. Désormais, Prosper, son meilleur disciple, allait rester seul avec Hilarius dans la Provincia face aux redoutables théologiens formés à l’école lérinienne et cassanite. Convaincus qu’ils ne pouvaient pas réussir à les faire céder, les deux hommes se rendirent à Rome, en 431, afin d’exhorter  Célestin Ier à prendre des mesures contre les Marseillais. Le pape, hésitant, se contenta d’une exhortation aux évêques de Gaule, leur demandant de protéger la mémoire d’Augustin de toute calomnie en imposant le silence à ses contradicteurs.
À son retour, Prosper put prétendre agir en vertu de l'autorité du Siège apostolique (ex auctoritate Apostolicae Sedis). Sa tache fut ardue tant les prélats issus des deux abbayes provençales avaient affiné leurs arguments contre Augustin. Au cours des années 431-32, il tenta de repousser les « calomnies des Gaulois » dans ses Responsiones ad capitula objectionum Vincentianarum, Responsiones ad capitula objectionum Gallorum et enfin, Responsiones ad Excerpta Genuensium. Puis en 433, il s’en prit à Cassien lui-même dans son pamphlet, De gratia et libero arbitrio contre Collatorem.
Mais la réaction provençale eut raison de lui. Les moines marseillais, dont l'influence doctrinale gagnait du terrain, étaient maintenant convaincus de leur victoire. Ils en étaient d'autant plus assurés que Rome n'avait pas encore pris de décision. Ce semi-pélagianisme devint la tendance qui prévalut désormais en Gaule. Il convient, toutefois, de ne parler que de prédominance, et non pas de suprématie en cette période.
En 433, à Lérins, Maximus fut sollicité pour succéder à Leontius, l’évêque de Fréjus qui venait de décéder, ou à défaut, redonner vie au diocèse d’Antibes sans titulaire depuis la mort de Remigius. Il refusa, quitta son abbaye et partit fonder l'évêché de Riez où il allait faire édifier le baptistère. Tandis que Theodorus montait sur le siège épiscopal de Fréjus, le Breton Faustus devenait le troisième  abbé de Lérins. Disciple de Pélage, il eut l’intelligence de se réclamer de Jérôme contre Augustin sur la question de la grâce. Le lérinien Salvien lui servit de lien avec l’abbé Jean Cassien. Les deux abbayes provençales approfondissent dès lors leur doctrine humaniste. L’année suivante, le moine Vincent de Lérins rédigea son Commonitorium pro catholicæ fidei antiquitate. Cet exposé de la théologie traditionnelle sur le développement des dogmes peut être considéré comme le premier catéchisme.
En 435, à Saint-Victor, mourut Jean Cassien. Prosper d’Aquitaine, son adversaire augustinien, quitta alors Marseille pour se rendre à Rome où devint un familier du futur pontife Léon. Malgré la mort de leur fondateur les cassianistes restèrent très actifs. Le plus important représentant de cet humanisme, après Cassien, fut dès lors l'abbé Faustus de Lérins, futur évêque de Riez. En 439, à Marseille, le prêtre Salvien commença la rédaction de son traité « Sur le gouvernement de Dieu » (De gubernatione Dei) tout empreint de l'humanisme semi-pélagien et qui prenait le contrepied des thèses de « La cité de Dieu » de l’évêque d’Hippone. Le théologien de Lérins, y dénonçait les vices des Romains et les fautes des chrétiens, responsables selon lui des malheurs du temps.
Un an après, Salonius, le second fils d’Eucher, élève de Salvien et de Vincent de Lérins, fut élu évêque de Genève. C’est ce prélat qui présida à la réfection de l'ecclesia nord qui prit le nom de Saint-Pierre de Genève et fit construire, lui aussi, le nouveau baptistère.

### La diffusion de la doctrine dans la Narbonnaise et en Irlande
Cette même année 440, à Marseille, l’évêque Lazarus consacra la première église abbatiale de Saint-Victor. Elle avait été voulue par Jean Cassien avant sa mort. La similitude des autels paléochrétiens de Saint-Marcel de Crussol et de Vaugines avec ceux de l’abbaye marseillaise laisse supposer l’essaimage de prieurés cassianites dans les vallées du Rhône et de la Durance et la diffusion de leur humanisme semi-pélagien. À la même période, dans le Luberon, des ermites, disciples de Castor d'Apt, l'ami de Jean Cassien, vivaient dans la falaise de Buoux, soit dans les grottes, soit au sommet de pitons rocheux accessibles seulement par des cordes ou des échelles .
L’évêque de Marseille décéda le 31 août 441 et fut inhumé dans l’abbaye victorienne où sa pierre tombale porte gravée :

« Ci-gît, le pape Lazare de bonne mémoire, qui vécût dans la crainte de Dieu, plus ou moins DXX ans et s’endormit dans la paix la veille des calendes de septembre. »

Dès lors la sépulture de cet évêque fut confondue avec celle de Lazare le Ressuscité. Ainsi fut créé le mythe de la venue des saints de Béthanie en Provence ,.
Les prélats lériniens et victoriens continuaient toujours à avoir le vent en poupe. En 445, à Narbonne, l'évêque Rusticus fit graver, sur un linteau de marbre l’inscription dédicatoire de son « ecclesia episcopalis ». C’est le plus bel exemple de dédicace paléochrétienne des Gaules :

« Avec l’aide de Dieu et du Christ, ce linteau de porte a été placé la quatrième année de la construction de l’ecclesia, alors que l’empereur Valentinien (III) exerçait le consulat pour la sixième fois, le 3 des calendes de décembre (29 novembre), dans la dix-neuvième année d’épiscopat de Rusticus. »

Sur les quatre colonnes est inscrit :

« L’évêque Rusticus, fils de l’évêque Bonosus, neveu de l’évêque Arator par sa sœur, compagnon de monastère de l’évêque Venerius, prêtre de l’Eglise de Marseille en même temps que ce dernier, a, dans sa quinzième année d’épiscopat, le cinquième jour de cette année, le troisième jour avant les ides d’octobre, avec l’aide du prêtre Ursus, du diacre Hermès et de leurs gens, commencé de reconstruire les murs de l’ecclesia auparavant détruite par un incendie. Au trente septième jour, il a commencé de poser les pierres taillées sur les fondations. La deuxième année [de la construction de l’église], le septième jour avant les ides d’octobre, le sous-diacre Montanus a terminé l’abside, Marcellus, le préfet des Gaules, le fidèle de Dieu, a alors sollicité l’évêque d’accepter cette charge, en lui promettant les moyens nécessaires : le versement par lui, pendant les deux ans que sa fonction durera, de 600 sous d’or pour le salaire des ouvriers et de 1 500 sous pour les travaux. S’y ajoutent les dons de l’évêque Venerius, 100 sous ; d’Oresius, 200 sous ; d’Agroecius... et de Deconianus... ; de Salutius... »

Tandis que le semi-pélégianisme s’installait sans opposition dans les Narbonnaises première et seconde, son foyer breton était menacé par une invasion. En 446, les Britanniques lancèrent un appel désespéré au général romain Ætius pour qu’il vint, avec ses légions, les protéger des Pictes. Ce ne fut pas Ravenne qui répondit mais Rome. L’île étant un nid de partisans de Pélage, Léon Ier y envoya Loup, l’évêque de Troyes. Cet ancien lérinien avait montré sa valeur dans les joutes théologiques qui l'avait opposé à Salvien et à l’abbé Faustus. L’année suivante, à l'appel du tiern breton Vortigern, les Angles et les Saxons, conduits par leurs chefs Hengist et Horsa, envahirent l'île de Bretagne, pour lutter contre les Pictes. Loup de Troyes accusa le tiern de pélagianisme mâtiné d'inceste et d'adultère. Ce fut le début de la migration des Bretons insulaires christianisés vers le continent et plus spécialement vers l'Armorique. Cet exil fut à l’origine de monachisme celte qui trouva son apogée avec Colomban.

### Les conciles d'Arles et de Lyon condamnent Lucidus
À l'abbaye de Lérins, le moine Vincent dit le Pèlerin, auteur du Commonitorium, décéda en 450. Un an plus tard, son ami Salvien, après douze ans de travail, put mettre un terme à la rédaction de son ouvrage « Sur le Gouvernement de Dieu » auquel Gennade donna le nom de De præsenti judicio. Il s'éteignit à l’âge de 94 ans. Ce lérinien, originaire de Trèves, avait été l’ami d’Honorat qui l'accueillit dans son île avec son épouse puis l'ordonna prêtre. Ce chrétien libéral, théoricien du semi-pélagianisme, avait fait œuvre de moraliste, d'historien et d'apologiste. Il fut surnommé par ses contemporains « le nouveau Jérôme ». Salvien avait formé nombre de prélats en leur faisant partager son idéal humaniste et fut pour cela considéré comme  le « maître des évêques ».
Le 27 novembre 460 mourut Maxime, l'ancien abbé de Lérins devenu évêque de Riez. Il fut inhumé dans la basilique hors les murs de Saint-Alban qui dès lors pris son nom. Un an après, au cours du mois de janvier, Faustus, l’abbé de Lérins, monta sur le siège épiscopal de Riez. Anselme lui succéda en tant qu'abbé. Le Breton, devenu évêque, continua, avec le plein assentiment des prélats provençaux, à développer les thèses chères à Jean Cassien, à Salvien de Marseille et à Vincent de Lérins, en enseignant que toute grâce nécessaire au salut devait être méritée par l’homme. Prosper d'Aquitaine, dit Prosper Tiro fustigea cette hérésie.
Dix ans plus tard, le métropolitain Leoncius d’Arles présida le grand concile arlésien qui réunit vingt-neuf prélats de la Gallia orientale descendus de Lyon, Autun et Genève. Le prêtre Lucidus, en raison de ses thèses augustiniennes radicales, avait attiré l'attention sur lui. Les pères conciliaires le condamnèrent pour avoir prêché la prédestination et stigmatisé la doctrine des Marseillais.
Cette condamnation d'Arles fut suivie d'un synode à Lyon, en 474, où Lucidus fut à nouveau mis en cause. L’assemblée des évêques demanda alors à Fauste de Riez d'écrire un texte réfutant et condamnant l'hérésiarque augustinien, ce qu'il fit dans De gratia dei et libero arbitrio, libri II ,.

### Sanctification des évêques
Ces deux conciles marquèrent un moment important dans l'apogée du semi-pélagianisme. Dès lors un climat religieux apaisé permit aux lériniens et aux cassianites de se lancer dans l'apologie de leurs saints évêques. Les actes (vita ou sermo) qui en sont témoins s'échelonnent majoritairement au cours du Ve siècle et VIe siècle.
Déjà, quand Arles prétendit au rôle de métropole de la Gallia, à Rome, le pape Zozime n'avait pas hésité à soutenir cette exigence. En 417, il inventa un Trophime censé avoir été envoyé par l'apôtre Pierre, lui-même, évangéliser la Provincia. Ce saint, inventé de toutes pièces, mais qui faisait d'Arles la fille de Rome, dut pourtant attendre 972 pour que fussent inventées ses reliques dans la cathédrale arlésienne qui porte aujourd'hui son nom. Paul-Albert Février note que la Vie de ce saint mythique s'étoffa au cours des siècles. Il fut expliqué d'abord qu'il avait été ordonné évêque par l'apôtre Paul, puis qu'il cousinait avec Étienne, le proto-martyr, et qu'ensuite il était apparu aux barons de Charlemagne.
Plus sérieuses sont les Vies d'Honorat, de Maxime et d'Hilaire. Celle du fondateur de l'abbaye de Lérins fut d'ailleurs rédigée par son successeur sur le siège épiscopal. Hilaire prononça ce sermo, lors du jour anniversaire de sa mort et ce texte peut donc être situé entre 430 et 439. Le prélat mit l'accent sur sa double vocation, sur ses miracles et sur l'importance de sa vie érémétique. Cette trame servit de modèle pour toutes les autres Vies des évêques semi-pélagiens. Ces trois thèmes furent repris par Fauste de Riez quand il rendit hommage à Maxime, son prédécesseur dans son Sermo de sancto Maximo episcopo et abbate. Ces deux sermons par l'importance qu'ils accordent aux miracles prouvent qu'alors un culte se développait autour de leurs lieux d'inhumation.
La vie d'Hilaire fut écrite au cours de l'épiscopat de Fauste, entre 462 et 485. Son rédacteur, un certain Reverandus, se dit proche de l'évêque. Celui-ci est présenté comme un modèle, imitateur du Christ et témoin de l'Évangile. L'évêque qui, lors de son élection, avait été survolé par une colombe est depuis sa mort entré dans la Gloire de Dieu. Si, en l'état actuel des recherches des historiens, il n'existe pas de Vie de Fauste de Riez, celui-ci participa intensément à ce mouvement en réunissant dans son Eusebius gallicus nombre de sermo prononcé à des dates diverses du calendrier liturgique.

### Le concile d'Orange
Il faut attendre le VIe siècle pour assister au revirement des deux Narbonnaises. À Constantinople, Joannes Maxentius, un des chefs de file des moines scythes, dans sa lutte contre le nestorianisme et le monophysisme, souleva la question de l'orthodoxie de Fauste et de la doctrine des Marseillais en général. Comme aucune décision ne pouvait être prise sans l'assentiment de Rome, en juin 519, plusieurs moines furent chargés de déposer une pétition devant le pape Hormisdas. Au cours de leurs quatorze mois de résidence à Rome, ils employèrent tous les moyens pour inciter le pontife à reconnaître leur christologie et à condamner l'évêque de Riez.
Hormisdas ne céda pas à leur demande. Dans une réponse à l'évêque Possesseur (Possessor) de Coutances, en date du 20 août 520, il se plaignit de la maladresse et de la conduite fanatique des moines scythes à son égard. Le pontife romain déclara dans la même lettre, que les œuvres de Fauste contenaient nombre de choses qui avaient été déformées (incongrua) et qu'il ne figurait pas parmi les écrits reconnus des Pères. Pour lui, la saine doctrine sur la grâce et la liberté ne pouvaient être prises qu'à partir des écrits d’Augustin.
Cette réponse évasive du pape fut loin d'être satisfaisante pour Joannes Maxentius. Il rechercha alors le soutien des évêques africains, qui vivaient en exil en Sardaigne, ayant fui les persécutions du roi vandale Thrasamund. Fulgentius de Ruspe au nom de ses collègues, se chargea de l'affaire. Dans une longue épître, il félicita les Scythes, approuvant l'orthodoxie de leur christologie et formula la condamnation de Fauste de Riez.
Le coup porté eut ses effets tant en Gaule qu'à Rome. L'évêque Césaire d'Arles, pourtant moine de Lérins, fut sensible à l'argumentation et ses vues partagées par un certain nombre d'évêques, d'autres prélats déclarant toujours leur attachement à la doctrine humaniste des Marseillais. Lors du synode de Valence, en 529, l'évêque d'Arles s'était fait représenté par Cyprien de Toulon. Alors qu'il pensait faire condamner la doctrine, il fut en butte à l'hostilité de certains de ses collègues sur l'enseignement. Lors du synode de Vaison, cette même année, le métropolite d'Arles avait fait décider que chaque paroisse devait ouvrir une école pour éduquer les jeunes clercs. C'était la première initiative en ce sens dans la Gallia. Elle choqua.
Ce ne fut que partie remise. Ayant reçu l'assurance de l'autorité primatiale et le soutien du Siège apostolique, Césaire convoqua le 3 juillet 529, les prélats qui lui étaient favorables à un synode (qui deviendra concile) à Orange. Il y assista personnellement et fit condamner l’arianisme et le semi-pélagianisme en vingt-cinq canons. Boniface II ratifia solennellement les décrets l'année suivante (530).

### Rupture ou césure?
La Vie de Césaire, rédigée entre 542 et 549, tranche totalement avec les précédentes. Il y est dit que ses rédacteurs ont fait appel aux souvenirs de ses amis Cyprien de Toulon, Firmin d'Uzès et Vincentius. Ils insistent particulièrement sur ses démêlés avec les Goths ariens dans un récit anecdotique et moralisateur.
La rupture de Césaire avec le semi-pélagianisme n'influença que peu le culte rendu à leurs évêques. Dynamius, patrice de Provence, rédigea une nouvelle Vie de Maxime de Riez entre 584 et 589. Plus d'un siècle après sa mort, celui-ci restait l'objet d'une vénération. Le patrice, auquel il est d'ailleurs apparu dans l'église Saint-Pierre où il avait été inhumé, narre qu'il faisait miracle sur miracle. Césaire lui-même, s'il changea de doctrine, ne coupa pas les liens qui l'unissait à ses maîtres. En reste témoin son sermo en l'honneur d'Honorat dans lequel il insiste particulièrement sur l'intercession des élus auprès de Dieu, ce qui est très augustinien. Rupture qui n'impliqua pas non plus l'exclusion des lériniens et des cassianites du calendrier liturgique. Au cours du VIIIe siècle et du IXe siècle, Trophime qui avait fait d'Arles la fille de Rome, était fêté le 29 décembre, Honorat, le 16 janvier, Hilaire, le 5 mars, Césaire, le 27 août et Maxime, le 27 novembre
D'autres Vies existent sur des évêques semi-pélagiens, mais ce sont soit des copies tardives, soit des faux. L'exemplaire de celle d'Eucher, originaire du Luberon, date de 806. Écrite à Lyon, elle fait l'impasse sur sa vie à Lérins. Celle de son fils Véran, en forme d'éloge, a été recopiée sur un manuscrit du Xe siècle. Quant à Castor d'Apt, sa Vie est dite retranscrite au XIVe siècle par son successeur Raymond de Bot, puis passée entre les mains de Polycarpe de la Rivière, un faussaire du XVIIIe siècle.

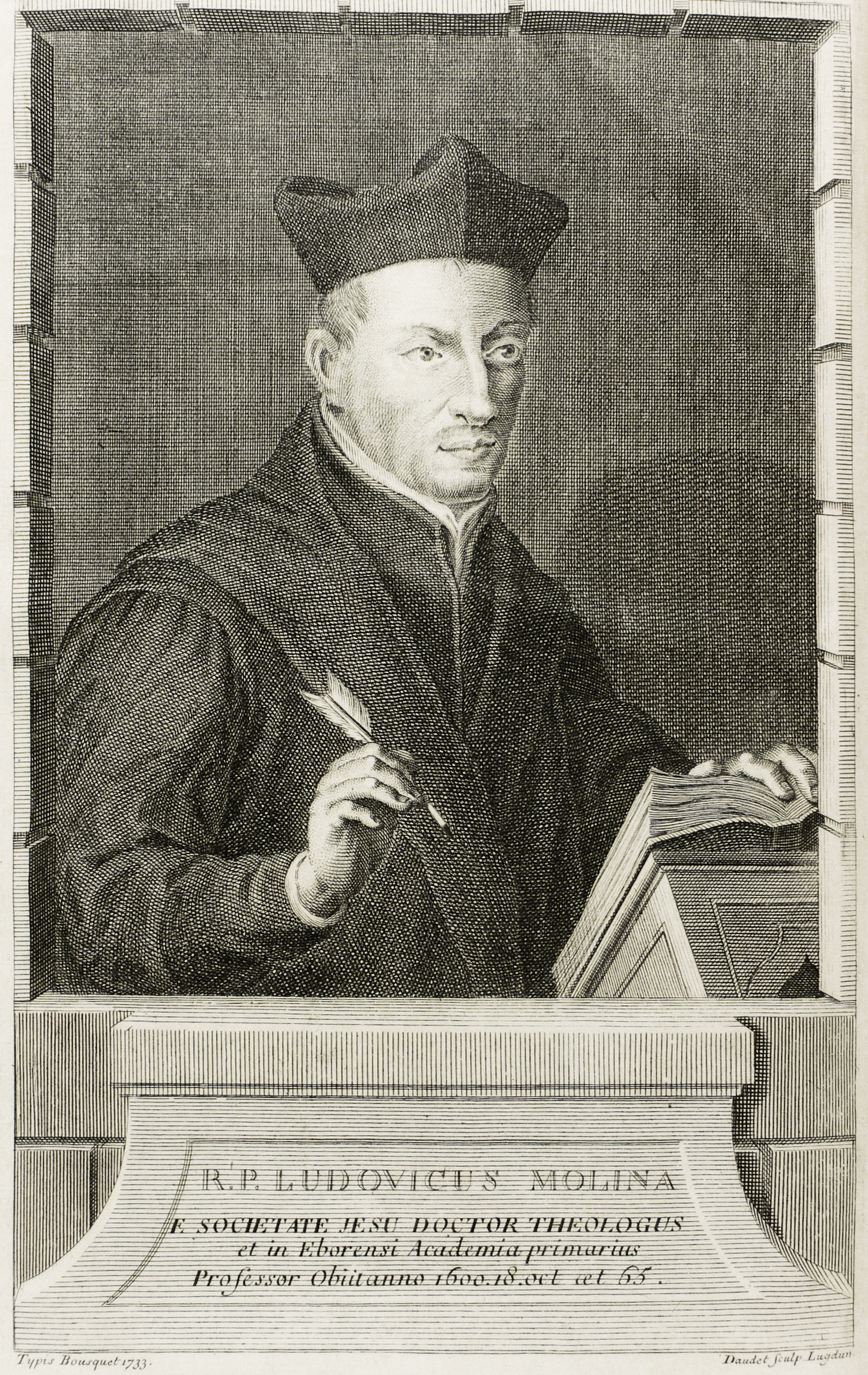
Luis Molina.

## Développement de l'expression et l'utilisation ultérieure

### Luis Molina
Le mot semble avoir été inventé entre 1590 et 1600 à propos de la doctrine du théologien jésuite espagnol Luis Molina sur la grâce, dans lequel les adversaires de ce théologien voient une étroite ressemblance avec l'hérésie des moines de Marseille.

### L'Église orthodoxe
L'Église orthodoxe réfute le pélagianisme de la même façon que les prétendus semi-pélagiens. Dans la théologie orthodoxe et catholique orientale, la théosis (divinisation ou déification) est l’appel de l’homme à rechercher le salut par l’union avec Dieu, la divinisation de la matière et la disparition du péché . La théosis a des liens étroits avec les idées de sanctification et de justification. Cette "divinisation", rendue possible par la participation de la personne humaine aux énergies divines et déifiantes de la Sainte Trinité, suppose le bon vouloir de l'homme, un effort soutenu tendu vers la pratique des commandements et des vertus évangéliques. Ainsi, dans la théologie orthodoxe du salut, la gratuité du don de la grâce incréée de Dieu ne va pas à l'encontre du libre arbitre de la personne humaine, mais suppose plutôt l'état d'esprit ascétique essentiel à toute vie spirituelle authentique en Christ, exprimée par Saint Paul par les expressions analogiques "soldats du Christ" qui "mènent le bon combat", et "athlètes" qui mènent la bonne course vers le salut. Bien que Dieu respecte le libre arbitre de l'homme et attende de lui des signes d'amour et une "coopération" (συνέργεια) de sa volonté, il va de soi que l'homme ne saurait rapporter les fruits des dons de la grâce à son seul labeur personnel. Il ne doit pas se glorifier de ses œuvres, mais louer Dieu, car bien qu'il ait éventuellement "mené le bon combat" à l'aide de sa volonté naturelle en coopération avec la grâce baptismale, nul n'est "digne" du don de la grâce.
Cette doctrine est parfois appelée, en Occident, « semi-pélagianisme », en particulier par les théologiens protestants, car elle suggère que l'homme contribue à son propre salut. Jean Cassien, connu surtout pour ses enseignements sur la théosis et ses œuvres ascétiques fidèles à l'esprit et aux traditions du monachisme oriental, est considéré comme un saint dans l'Église d'Orient, Augustin d'Hippone est aussi considéré comme un saint par l'Église orthodoxe (sans être pour autant un "Docteur de l'Eglise"), qui exprime cependant des réserves sur les points de son enseignement qui réfutent les pélagiens et qui portent sur l'action de Dieu dans le salut (ainsi que sur maints autres points, notamment au sujet du "péché originel" et de certaines spéculations sur la Sainte Trinité).

### Réforme

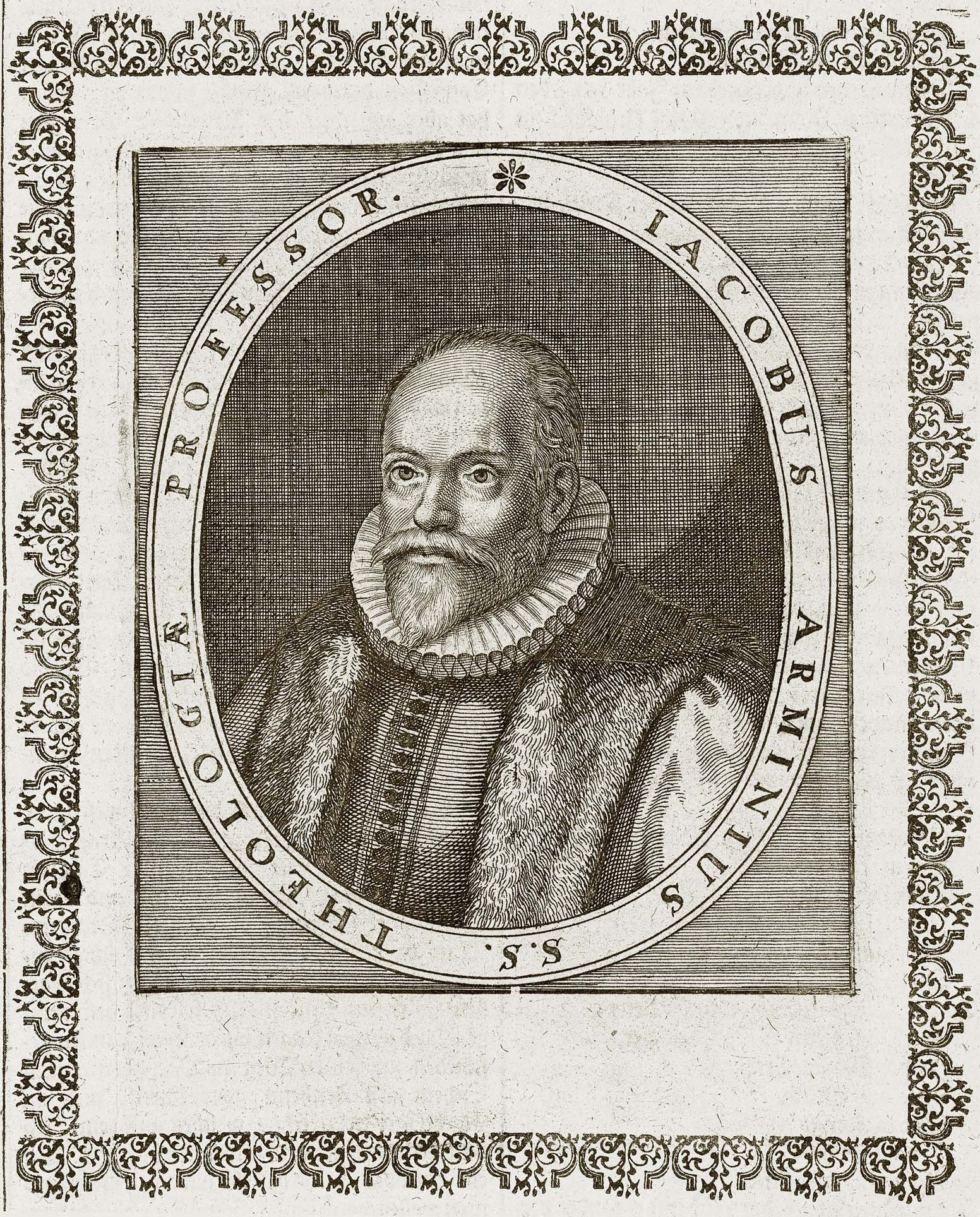
Jacobus Arminius.

À une époque plus récente, le mot est utilisé par les protestants calvinistes pour désigner toute personne qui s'écarte des doctrines de saint Augustin ou de Jean Calvin sur le péché, la grâce et la prédestination, notamment les adeptes de l'arminianisme et les catholiques.
Beaucoup ne sont pas d'accord avec cette généralisation et pensent que c'est diffamatoire pour des arminiens comme Jacobus Arminius, les remontrants qui maintinrent ses vues après sa mort, John Wesley, etc.
En résumé , on peut considérer que la doctrine de la prédestination développée par Luther puis Calvin est issue d'une simplification des thèses de saint Augustin. 
Le fait que Luther fût un frère augustin n'est sans doute pas étranger à cette interprétation.

### Jésuites et Jansénistes
Au XVIIe siècle, les jansénistes accusent les molinistes, généralement jésuites, de semi-pélagianisme. La bulle papale Unigenitus, en déclarant le jansénisme comme hérésie, donne raison aux arguments des Jésuites.

### Siècle des Lumières et le modernisme
Un questionnement dans la controverse moderne est le rôle de la grâce divine dans le développement de la raison humaine.
À cet égard, Jean-Jacques Rousseau et d'autres ont été accusés d'être au moins semi-pélagiens, si ce n'est pélagiens, parce que la philosophie de l'époque juge que la grâce pouvait purement et simplement être remplacée par la raison humaine.
C'est durant cette période que le dogme de l'Immaculée conception est promulgué, en réaction à toutes les formes de semi-pélagianisme et de pélagianisme qui réduisent au minimum le rôle de la grâce et du péché.
La constitution pastorale Gaudium et Spes, du concile Vatican II, promulguée par Paul VI en 1965, est considérée par ses détracteurs comme du semi-pélagianisme. Le cardinal Joseph Ratzinger (devenu le Pape Benoît XVI) en critique la « terminologie carrément pélagienne » dans ses discussions sur le libre arbitre.